# 都灵皇家军械库

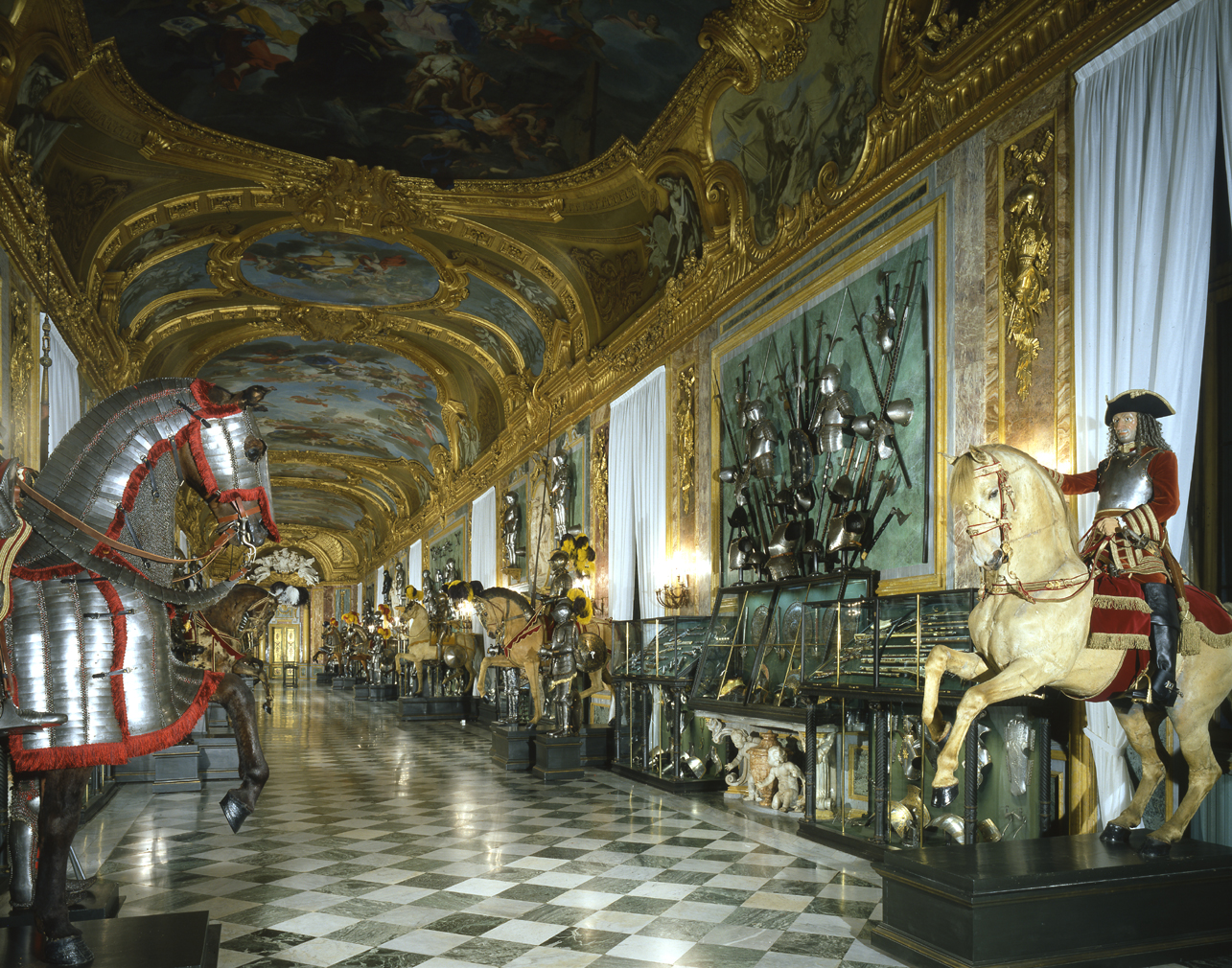
博蒙特长廊

都灵皇家军械库（意大利语：Armeria Reale）是世界上最重要的武器和军械馆之一，由萨伏依王朝在都灵建立。该博物馆现在是都灵皇家博物馆（Musei Reali di Torino）的一部分，它包括了都灵王宫、萨包达美术馆、考古博物馆（Museo di antichità）、都灵皇家图书馆和军械库。自1997年以来，整个建筑群已被列入 联合国教科文组织 世界遗产名录。

## 历史
都灵皇家军械库由撒丁国王卡洛·阿尔贝托创建，于1837年向公众开放。从那时起，它一直安置在博蒙特长廊（Galleria Beaumont），这条长廊连接都灵王宫与夫人宫（Palazzo Madama），由菲利波·朱瓦拉设计于1733年，由宫廷画家克劳迪奥·弗朗切斯科·博蒙特装饰于1738-1743年，（因此得名）其天花板上的油画描绘了埃涅阿斯的故事。长廊于1762年后由贝内代托·阿尔菲耶里完成，他还设计了附近进入原国务处（Segreterie di Stato）的楼梯。在这个长廊的墙壁上，曾悬挂皇家收藏的几幅大型画作。1832年，这些画作移到夫人宫的皇家美术馆（今萨包达美术馆）。国王卡洛·阿尔贝托决定将他收藏的武器和盔甲放在这个长廊里，它们大部分来自都灵和热那亚的军火库，以及大学宫（Palazzo dell’Università）的博物馆。皇家收藏品包括萨沃伊公爵（后来的国王）使用的史前和中世纪物品、武器和盔甲，也有许多著名的外交礼物。卡洛·阿尔贝托通过在市场上购买单件作品（主要在巴黎），或收购全部私人收藏品，来丰富他的收藏。